# 찰스 더닝
찰스 더닝(Charles Durning, 1923년 2월 28일 ~ 2012년 12월 24일)은 미국의 배우이다. 《베스트 리틀 호하우스 인 텍사스》(1982)와 《사느냐 죽느냐》(1983)를 통해 아카데미 남우조연상 후보에 두 차례 올랐다.

## 출연 작품

### 영화
- 시스터스 (1973)
- 스팅 (1973)
- 특종 기사 (1974)
- 뜨거운 오후 (1975)
- 브레이크하트 패스 (1975)
- 미합중국 최후의 날 (1977)
- 콰이어보이 (1977)
- 머펫 무비 (1979)
- 최후의 카운트다운 (1980)
- 고백 (1981)
- 샤키 머신 (1981)
- 베스트 리틀 호하우스 인 텍사스 (1982)
- 투씨 (1982)
- 사느냐 죽느냐 (1983)
- 스카페이스 (1983)
- 사랑의 스파이 (1985)
- 더스틴 호프만의 세일즈맨의 죽음 (1985)
- 빅 트러블 (1986)
- 에니메이터 (1989)
- 캣 헌터 (1989)
- 딕 트레이시 (1990)
- 허드서커 대리인 (1994)
- 아이큐 (1994)
- 마지막 만찬 (1995)
- 홈 포 더 할리데이 (1995)
- 스파이 하드 (1996)
- 어느 멋진 날 (1996)
- 오 형제여 어디에 있는가 (2000)

### 연극
- 리어왕 (1962)
- 겨울 이야기 (1963)
- 끝이 좋으면 다 좋아 (1966)
- 자에는 자로 (1966)
- 리처드 3세 (1966)
- 실수 연발 (1967)
- 타이터스 앤드러니커스 (1967)
- 십이야 (1969)
- 뜨거운 양철지붕 위의 고양이 (1990)
- 아르투로 우이의 출세 (2002)

### 텔레비전
- 올 인 더 패밀리 (1973)
- 시빌 (1998)
- 더 프랙티스 (1998-2000)
- 내 사랑 레이몬드 (1998-2002)
- 패밀리 가이 (1999-2009)
- 천사의 손길 (2003)
- NCIS (2004)
- 레스큐 미 (2004-11)
- 사랑의 마을 에버우드 (2006)
- 탐정 몽크 (2007)